# Odium (album)
Odium – drugi album długogrający niemieckiego zespołu Morgoth wydany w 1993 roku przez Century Media Records. Podobnie jak na poprzednim albumie producentem jest Dirk Draeger oraz inżynierem dźwięku a zarazem miksującym muzykę Siggi Bemm.

## Lista utworów
Opracowano na podstawie materiału źródłowego.
1. "Resistance" – 4:49
2. "The Art of Sinking" – 3:34
3. "Submission" – 5:14
4. "Under the Surface" – 5:23
5. "Drowning Sun" – 5:13
6. "War Inside" – 4:40
7. "Golden Age" – 7:14
8. "Odium" – 6:16

## Twórcy
Opracowano na podstawie materiału źródłowego
| - Marc Grewe – śpiew - Harold Busse – gitara - Carsten Otterbach – gitara - Sebastian Swart – gitara basowa |  | - Rüdiger Hennecke – perkusja - Dirk Draeger – produkcja - Siggi Bemm – inżynier dźwięku, miksowanie |